# 祁国公主 (宋宁宗)
祁国公主（?—?），宋宁宗之女。
宋宁宗唯一的女儿。出生六个月就早早夭折，其父追封她为祁国公主。后来的皇储赵竑也被封为祁国公。